# 2015年—2016年美國電視網節目表
2015年－2016年美國電視網節目表主要列出美國五大公共廣播電視台從2015年9月至2016年8月的黃金時段節目表，以及以電視網分類列出節目的預訂、續訂、取消及完結等情況。
全國廣播公司（NBC）將會首個在2015年5月10日宣布秋季檔期，福斯廣播公司（Fox）在11日公布、美國廣播公司（ABC）在12日公布、哥倫比亞廣播公司（CBS）在13日公布、The CW電視網則在14日公布。
公共電視網（PBS）不包括在内；成員電視台有權利隨時移動節目表播出時間。The CW電視網周末時段沒有聯播節目。

## 圖例
淡藍色表示為非聯播時間播放本地節目。
  灰色表示重播節目。
  淺綠色表示直播體育賽事的節目。
  橙色表示電影。
  紅色表示該節目被放在垃圾檔期以播放完剩下的内容。
  淺黄色表示為目前的節目表。

## 節目表
- 劇名加粗體表示為本季度新節目
- 所有顯示的時間都是北美東部時區以及太平洋時區（除了一些現場活動以及特別節目）。北美中部時區和北美山區時區需要根據下表時間減去一個小時。
- 2016年8月5日至8月21日，NBC黃金時段節目將轉播於里約熱內盧舉行的2016年夏季奧運。

### 星期日
| 電視網 | 電視網 | 7:00 PM          | 7:30 PM          | 8:00 PM        | 8:30 PM             | 9:00 PM             | 9:30 PM             | 10:00 PM              | 10:30 PM              |
| ------ | ------ | ---------------- | ---------------- | -------------- | ------------------- | ------------------- | ------------------- | --------------------- | --------------------- |
| ABC    | 秋季   | 美國家庭滑稽錄像 | 美國家庭滑稽錄像 | 童話鎮         | 童話鎮              | 石油世家            | 石油世家            | 諜網                  | 諜網                  |
| ABC    | 冬季   | 美國家庭滑稽錄像 | 美國家庭滑稽錄像 | 遊俠笑傳       | 遊俠笑傳            | 重播節目            | 重播節目            | 重播節目              | 重播節目              |
| ABC    | 春季   | 美國家庭滑稽錄像 | 美國家庭滑稽錄像 | 童話鎮         | 童話鎮              | 陌生血親            | 陌生血親            | 諜網                  | 諜網                  |
| ABC    | 夏季   | 美國家庭滑稽錄像 | 美國家庭滑稽錄像 | 豪門問一番     | 豪門問一番          | $100,000金字塔      | $100,000金字塔      | 配對遊戲              | 配對遊戲              |
| CBS    | 秋季   | 60分鐘           | 60分鐘           | 國務卿女士     | 國務卿女士          | 「法」妻            | 「法」妻            | CSI犯罪現場：網路犯罪 | CSI犯罪現場：網路犯罪 |
| CBS    | 隨後   | 60分鐘           | 60分鐘           | 臥底老闆       | 臥底老闆            | 「法」妻            | 「法」妻            | CSI犯罪現場：網路犯罪 | CSI犯罪現場：網路犯罪 |
| CBS    | 冬季   | 60分鐘           | 60分鐘           | 國務卿女士     | 國務卿女士          | 「法」妻            | 「法」妻            | CSI犯罪現場：網路犯罪 | CSI犯罪現場：網路犯罪 |
| CBS    | 春季   | 60分鐘           | 60分鐘           | 國務卿女士     | 國務卿女士          | 「法」妻            | 「法」妻            | 基本演繹法            | 基本演繹法            |
| CBS    | 隨後   | 60分鐘           | 60分鐘           | 國務卿女士     | 國務卿女士          | 臥底老闆            | 臥底老闆            | 基本演繹法            | 基本演繹法            |
| CBS    | 夏季   | 60分鐘           | 60分鐘           | 老大哥         | 老大哥              | 國務卿女士          | 國務卿女士          | 基本演繹法            | 基本演繹法            |
| CBS    | 隨後   | 60分鐘           | 60分鐘           | 老大哥         | 老大哥              | 國務卿女士          | 國務卿女士          | 吃腦外星人            | 吃腦外星人            |
| FOX    | 秋季   | NFL on Fox       | 開心漢堡店       | 辛普森家庭     | 荒唐分局            | 蓋酷家庭            | 最後一個男人        | 當地節目              | 當地節目              |
| FOX    | 冬季   | 重播節目         | 開心漢堡店       | 辛普森家庭     | 庫柏的生存指南      | 蓋酷家庭            | 边境城镇            | 當地節目              | 當地節目              |
| FOX    | 春季   | 边境城镇         | 開心漢堡店       | 辛普森家庭     | 庫柏的生存指南      | 蓋酷家庭            | 最後一個男人        | 當地節目              | 當地節目              |
| FOX    | 隨後   | 边境城镇         | 庫柏的生存指南   | 辛普森家庭     | 開心漢堡店          | 蓋酷家庭            | 最後一個男人        | 當地節目              | 當地節目              |
| FOX    | 晚春   | 边境城镇         | 辛普森家庭       | 辛普森家庭     | 開心漢堡店          | 蓋酷家庭            | 最後一個男人        | 當地節目              | 當地節目              |
| FOX    | 夏季   | 庫柏的生存指南   | 庫柏的生存指南   | 辛普森家庭     | 荒唐分局            | 蓋酷家庭            | 最後一個男人        | 當地節目              | 當地節目              |
| FOX    | 隨後   | 辛普森家庭       | 開心漢堡店       | 辛普森家庭     | 荒唐分局            | 蓋酷家庭            | 最後一個男人        | 當地節目              | 當地節目              |
| NBC    | 秋季   | 美國橄欖球之夜   | 美國橄欖球之夜   | 美國橄欖球之夜 | NBC星期天橄欖球之夜 | NBC星期天橄欖球之夜 | NBC星期天橄欖球之夜 | NBC星期天橄欖球之夜   | NBC星期天橄欖球之夜   |
| NBC    | 冬季   | 日界線           | 日界線           | 重播節目       | 重播節目            | 重播節目            | 重播節目            | 重播節目              | 重播節目              |
| NBC    | 春季   | 小小達人秀       | 小小達人秀       | 小小達人秀     | 小小達人秀          | 卡米高一家          | 全家擠一塊          | 好萊塢遊戲夜          | 好萊塢遊戲夜          |
| NBC    | 隨後   | 小小達人秀       | 小小達人秀       | 小小達人秀     | 小小達人秀          | 卡米高一家          | 全家擠一塊          | 日界線                | 日界線                |
| NBC    | 晚春   | 日界線：外派新聞 | 日界線：外派新聞 | 小小達人秀     | 小小達人秀          | 卡米高一家          | 全家擠一塊          | 日界線                | 日界線                |
| NBC    | 夏季   | 2016年夏季奧運   | 2016年夏季奧運   | 2016年夏季奧運 | 2016年夏季奧運      | 2016年夏季奧運      | 2016年夏季奧運      | 2016年夏季奧運        | 2016年夏季奧運        |
| NBC    | 隨後   | 重播節目         | 重播節目         | 重播節目       | 重播節目            | 重播節目            | 重播節目            | 重播節目              | 重播節目              |

### 星期一
| 電視網 | 電視網 | 8:00 PM            | 8:30 PM            | 9:00 PM            | 9:30 PM            | 10:00 PM             | 10:30 PM             |
| ------ | ------ | ------------------ | ------------------ | ------------------ | ------------------ | -------------------- | -------------------- |
| ABC    | 秋季   | 與星共舞           | 與星共舞           | 與星共舞           | 與星共舞           | 靈書妙探             | 靈書妙探             |
| ABC    | 隨後   | 聖誕裝飾大戰       | 聖誕裝飾大戰       | 聖誕裝飾大戰       | 聖誕裝飾大戰       | 佳節烘培秀           | 佳節烘培秀           |
| ABC    | 冬季   | 鑽石求千金         | 鑽石求千金         | 鑽石求千金         | 鑽石求千金         | 鑽石求千金Live       | 鑽石求千金Live       |
| ABC    | 隨後   | 鑽石求千金         | 鑽石求千金         | 鑽石求千金         | 鑽石求千金         | 靈書妙探             | 靈書妙探             |
| ABC    | 春季   | 與星共舞           | 與星共舞           | 與星共舞           | 與星共舞           | 靈書妙探             | 靈書妙探             |
| ABC    | 夏季   | 千金求鑽石         | 千金求鑽石         | 千金求鑽石         | 千金求鑽石         | 猎艳情人             | 猎艳情人             |
| ABC    | 隨後   | 鑽石求千金之天堂版 | 鑽石求千金之天堂版 | 鑽石求千金之天堂版 | 鑽石求千金之天堂版 | 猎艳情人             | 猎艳情人             |
| CBS    | 秋季   | 生活大爆炸         | 生活點滴           | 天蠍               | 天蠍               | 重返犯罪現場：洛杉磯 | 重返犯罪現場：洛杉磯 |
| CBS    | 隨後   | 女超人             | 女超人             | 天蠍               | 天蠍               | 重返犯罪現場：洛杉磯 | 重返犯罪現場：洛杉磯 |
| CBS    | 春季   | 邁克和茉莉         | 邁克和茉莉         | 生活大爆炸         | 單身公寓           | 疑犯追蹤             | 疑犯追蹤             |
| CBS    | 夏季   | 極品老媽           | 破產姐妹           | 天蠍               | 天蠍               | 吃腦外星人           | 吃腦外星人           |
| CBS    | 隨後   | 極品老媽           | 破產姐妹           | 極品老媽           | 單身公寓           | 天蠍                 | 天蠍                 |
| The CW | 秋季   | 瘋狂前女友         | 瘋狂前女友         | 貞愛好孕到         | 貞愛好孕到         | 當地節目             | 當地節目             |
| The CW | 春季   | 風中的女王         | 風中的女王         | 貞愛好孕到         | 貞愛好孕到         | 當地節目             | 當地節目             |
| The CW | 隨後   | 風中的女王         | 風中的女王         | 對台詞             | 對台詞             | 當地節目             | 當地節目             |
| The CW | 夏季   | 女超人             | 女超人             | 女超人             | 女超人             | 當地節目             | 當地節目             |
| FOX    | 秋季   | 高譚               | 高譚               | 關鍵報告           | 關鍵報告           | 當地節目             | 當地節目             |
| FOX    | 冬季   | X檔案              | X檔案              | 路西法             | 路西法             | 當地節目             | 當地節目             |
| FOX    | 隨後   | 高譚               | 高譚               | 路西法             | 路西法             | 當地節目             | 當地節目             |
| FOX    | 春季   | 高譚               | 高譚               | 胡迪尼與道爾       | 胡迪尼與道爾       | 當地節目             | 當地節目             |
| FOX    | 夏季   | 舞林爭霸           | 舞林爭霸           | 胡迪尼與道爾       | 胡迪尼與道爾       | 當地節目             | 當地節目             |
| FOX    | 隨後   | 舞林爭霸           | 舞林爭霸           | 舞林爭霸           | 舞林爭霸           | 當地節目             | 當地節目             |
| NBC    | 秋季   | 美國之聲           | 美國之聲           | 美國之聲           | 美國之聲           | 盲點                 | 盲點                 |
| NBC    | 冬季   | 爆笑超市           | 肥皂劇人生         | 減肥達人           | 減肥達人           | 減肥達人             | 減肥達人             |
| NBC    | 春季   | 美國之聲           | 美國之聲           | 美國之聲           | 美國之聲           | 盲點                 | 盲點                 |
| NBC    | 夏季   | 美國忍者王         | 美國忍者王         | 美國忍者王         | 美國忍者王         | 斯巴達終極團隊挑戰   | 斯巴達終極團隊挑戰   |
| NBC    | 隨後   | 美國忍者王         | 美國忍者王         | 美國忍者王         | 美國忍者王         | 荒野求生全明星       | 荒野求生全明星       |

### 星期二
| 電視網 | 電視網 | 8:00 PM            | 8:30 PM            | 9:00 PM                | 9:30 PM                | 10:00 PM             | 10:30 PM             |
| ------ | ------ | ------------------ | ------------------ | ---------------------- | ---------------------- | -------------------- | -------------------- |
| ABC    | 秋季   | 布偶總動員         | 菜鳥新移民         | 神盾局特工             | 神盾局特工             | 重播節目             | 重播節目             |
| ABC    | 隨後   | 布偶總動員         | 菜鳥新移民         | 神盾局特工             | 神盾局特工             | 墮落都市             | 墮落都市             |
| ABC    | 晚秋   | 布偶總動員         | 菜鳥新移民         | 神盾局特工             | 神盾局特工             | 重播節目             | 重播節目             |
| ABC    | 冬季   | 菜鳥新移民         | 布偶總動員         | 卡特探員               | 卡特探員               | 你会怎么做？         | 你会怎么做？         |
| ABC    | 春季   | 菜鳥新移民         | 不完美家庭         | 神盾局特工             | 神盾局特工             | 王與先知             | 王與先知             |
| ABC    | 隨後   | 菜鳥新移民         | 不完美家庭         | 神盾局特工             | 神盾局特工             | Beyond the Tank      | Beyond the Tank      |
| ABC    | 夏季   | 左右不逢源         | 黑人當道           | 叔叔當家               | 叔叔當家               | 說實話               | 說實話               |
| ABC    | 隨後   | 鑽石求千金之天堂版 | 鑽石求千金之天堂版 | 鑽石求千金之天堂觀後談 | 鑽石求千金之天堂觀後談 | 重播節目             | 重播節目             |
| CBS    | 秋季   | 重返犯罪現場       | 重返犯罪現場       | 重返犯罪現場：紐奧良   | 重返犯罪現場：紐奧良   | 藥命效應             | 藥命效應             |
| CBS    | 春季   | 重返犯罪現場       | 重返犯罪現場       | 重返犯罪現場：紐奧良   | 重返犯罪現場：紐奧良   | 疑犯追蹤             | 疑犯追蹤             |
| CBS    | 夏季   | 重返犯罪現場       | 重返犯罪現場       | 困獸之地               | 困獸之地               | 重返犯罪現場：紐奧良 | 重返犯罪現場：紐奧良 |
| The CW | 秋季   | 閃電俠             | 閃電俠             | 我是殭屍               | 我是殭屍               | 當地節目             | 當地節目             |
| The CW | 春季   | 閃電俠             | 閃電俠             | 隔離危城               | 隔離危城               | 當地節目             | 當地節目             |
| The CW | 夏季   | 對台詞             | 對台詞             | MADtv                  | MADtv                  | 當地節目             | 當地節目             |
| FOX    | 秋季   | 型男阿公           | 律師兄弟           | 尖叫女王               | 尖叫女王               | 當地節目             | 當地節目             |
| FOX    | 冬季   | 俏妞報到           | 型男阿公           | 荒唐分局               | 律師兄弟               | 當地節目             | 當地節目             |
| FOX    | 晚春   | 地獄酒店           | 地獄酒店           | 成双成对               | 成双成对               | 當地節目             | 當地節目             |
| NBC    | 秋季   | 美國之聲           | 美國之聲           | 美國之聲               | 美國之聲               | 大娛樂家             | 大娛樂家             |
| NBC    | 隨後   | 大娛樂家           | 大娛樂家           | 美國之聲               | 美國之聲               | 芝加哥烈焰           | 芝加哥烈焰           |
| NBC    | 晚秋   | 美國之聲           | 美國之聲           | 芝加哥醫情             | 芝加哥醫情             | 芝加哥烈焰           | 芝加哥烈焰           |
| NBC    | 冬季   | 好萊塢遊戲夜       | 好萊塢遊戲夜       | 芝加哥醫情             | 芝加哥醫情             | 芝加哥烈焰           | 芝加哥烈焰           |
| NBC    | 春季   | 美國之聲           | 美國之聲           | 美國之聲               | 美國之聲               | 芝加哥烈焰           | 芝加哥烈焰           |
| NBC    | 隨後   | 美國之聲           | 美國之聲           | 芝加哥醫情             | 芝加哥醫情             | 芝加哥烈焰           | 芝加哥烈焰           |
| NBC    | 夏季   | 美國達人           | 美國達人           | 美國達人               | 美國達人               | 瑪亞與馬丁           | 瑪亞與馬丁           |
| NBC    | 晚夏   | 美國達人           | 美國達人           | 美國達人               | 美國達人               | 花樣爺爺             | 花樣爺爺             |

### 星期三
| 電視網 | 電視網 | 8:00 PM                | 8:30 PM                | 9:00 PM                | 9:30 PM                | 10:00 PM           | 10:30 PM           |
| ------ | ------ | ---------------------- | ---------------------- | ---------------------- | ---------------------- | ------------------ | ------------------ |
| ABC    | 秋季   | 左右不逢源             | 金色年代               | 摩登家庭               | 黑人當道               | 音樂之鄉           | 音樂之鄉           |
| ABC    | 冬季   | 左右不逢源             | 金色年代               | 摩登家庭               | 黑人當道               | 美式懸罪           | 美式懸罪           |
| ABC    | 春季   | 左右不逢源             | 金色年代               | 摩登家庭               | 黑人當道               | 音樂之鄉           | 音樂之鄉           |
| ABC    | 夏季   | 左右不逢源             | 金色年代               | 摩登家庭               | 黑人當道               | 菜鳥新移民         | 不完美家庭         |
| CBS    | 秋季   | 倖存者：柬埔寨         | 倖存者：柬埔寨         | 犯罪心理               | 犯罪心理               | 黑色代碼           | 黑色代碼           |
| CBS    | 冬季   | 破產姐妹               | 邁克和茉莉             | 犯罪心理               | 犯罪心理               | 黑色代碼           | 黑色代碼           |
| CBS    | 隨後   | 倖存者：高龍           | 倖存者：高龍           | 犯罪心理               | 犯罪心理               | 黑色代碼           | 黑色代碼           |
| CBS    | 春季   | 倖存者：高龍           | 倖存者：高龍           | 犯罪心理               | 犯罪心理               | 犯罪心理：跨國救援 | 犯罪心理：跨國救援 |
| CBS    | 夏季   | 老大哥                 | 老大哥                 | 犯罪心理               | 犯罪心理               | 美國哥德式         | 美國哥德式         |
| The CW | 秋季   | 綠箭俠                 | 綠箭俠                 | 邪惡力量               | 邪惡力量               | 當地節目           | 當地節目           |
| The CW | 夏季   | 綠箭俠                 | 綠箭俠                 | 邪惡力量               | 邪惡力量               | 當地節目           | 當地節目           |
| The CW | 隨後   | 潘恩與泰勒：魔術大比拼 | 潘恩與泰勒：魔術大比拼 | 對台詞                 | 對台詞                 | 當地節目           | 當地節目           |
| FOX    | 秋季   | 羅斯伍德               | 羅斯伍德               | 嘻哈帝國               | 嘻哈帝國               | 當地節目           | 當地節目           |
| FOX    | 冬季   | 美國偶像               | 美國偶像               | 重生使者               | 重生使者               | 當地節目           | 當地節目           |
| FOX    | 隨後   | 美國偶像               | 美國偶像               | 地獄廚房               | 地獄廚房               | 當地節目           | 當地節目           |
| FOX    | 春季   | 羅斯伍德               | 羅斯伍德               | 地獄廚房               | 地獄廚房               | 當地節目           | 當地節目           |
| FOX    | 隨後   | 羅斯伍德               | 羅斯伍德               | 嘻哈帝國               | 嘻哈帝國               | 當地節目           | 當地節目           |
| FOX    | 夏季   | 我要做廚神             | 我要做廚神             | 陰松林                 | 陰松林                 | 當地節目           | 當地節目           |
| NBC    | 秋季   | 蘿拉的秘密             | 蘿拉的秘密             | 法律與秩序：特殊受害者 | 法律與秩序：特殊受害者 | 芝加哥警署         | 芝加哥警署         |
| NBC    | 春季   | 心跳                   | 心跳                   | 法律與秩序：特殊受害者 | 法律與秩序：特殊受害者 | 芝加哥警署         | 芝加哥警署         |
| NBC    | 夏季   | 美國忍者王             | 美國忍者王             | 美國忍者王             | 美國忍者王             | 夜班醫生           | 夜班醫生           |
| NBC    | 隨後   | 美國達人               | 美國達人               | 美國達人               | 美國達人               | 夜班醫生           | 夜班醫生           |
| NBC    | 晚夏   | 美國達人               | 美國達人               | 美國達人               | 美國達人               | 夜班醫生           | 夜班醫生           |

### 星期四
| 電視網 | 電視網 | 8:00 PM            | 8:30 PM            | 9:00 PM            | 9:30 PM            | 10:00 PM        | 10:30 PM        |
| ------ | ------ | ------------------ | ------------------ | ------------------ | ------------------ | --------------- | --------------- |
| ABC    | 秋季   | 實習醫生           | 實習醫生           | 醜聞               | 醜聞               | 逍遙法外        | 逍遙法外        |
| ABC    | 冬季   | 飲食爭霸戰         | 飲食爭霸戰         | 飲食爭霸戰         | 飲食爭霸戰         | Beyond the Tank | Beyond the Tank |
| ABC    | 隨後   | 實習醫生           | 實習醫生           | 醜聞               | 醜聞               | 逍遙法外        | 逍遙法外        |
| ABC    | 春季   | 實習醫生           | 實習醫生           | 醜聞               | 醜聞               | 致命誘惑        | 致命誘惑        |
| ABC    | 夏季   | 機械人決戰         | 機械人決戰         | 精選輯             | 精選輯             | 配對遊戲        | 配對遊戲        |
| CBS    | 秋季   | NFL週四夜間開球    | 週四橄欖球之夜     | 週四橄欖球之夜     | 週四橄欖球之夜     | 週四橄欖球之夜  | 週四橄欖球之夜  |
| CBS    | 隨後   | 生活大爆炸         | 生活點滴           | 極品老媽           | 破產姐妹           | 基本演繹法      | 基本演繹法      |
| CBS    | 冬季   | 生活大爆炸         | 生活點滴           | 極品老媽           | 地獄天使           | 基本演繹法      | 基本演繹法      |
| CBS    | 隨後   | 生活大爆炸         | 生活點滴           | 極品老媽           | 破產姐妹           | 基本演繹法      | 基本演繹法      |
| CBS    | 春季   | 生活大爆炸         | 單身公寓           | 極品老媽           | 破產姐妹           | 尖峰時刻        | 尖峰時刻        |
| CBS    | 夏季   | 生活大爆炸         | 生活點滴           | 老大哥             | 老大哥             | 黑色代碼        | 黑色代碼        |
| The CW | 秋季   | 吸血鬼日記         | 吸血鬼日記         | 始祖家族           | 始祖家族           | 當地節目        | 當地節目        |
| The CW | 冬季   | 明日傳奇           | 明日傳奇           | 地球百子           | 地球百子           | 當地節目        | 當地節目        |
| The CW | 夏季   | 明日傳奇           | 明日傳奇           | 俠膽雄獅           | 俠膽雄獅           | 當地節目        | 當地節目        |
| FOX    | 秋季   | 識骨尋蹤           | 識骨尋蹤           | 沉睡谷             | 沉睡谷             | 當地節目        | 當地節目        |
| FOX    | 冬季   | 美國偶像           | 美國偶像           | 美國偶像           | 美國偶像           | 當地節目        | 當地節目        |
| FOX    | 春季   | 識骨尋蹤           | 識骨尋蹤           | 美國勇士           | 美國勇士           | 當地節目        | 當地節目        |
| FOX    | 夏季   | 識骨尋蹤           | 識骨尋蹤           | 改裝送新居         | 改裝送新居         | 當地節目        | 當地節目        |
| NBC    | 秋季   | 英雄重生           | 英雄重生           | 黑名單             | 黑名單             | 搏命玩家        | 搏命玩家        |
| NBC    | 冬季   | 英雄重生           | 英雄重生           | 黑名單             | 黑名單             | 警魂            | 警魂            |
| NBC    | 隨後   | 你、我與世界末日   | 你、我與世界末日   | 黑名單             | 黑名單             | 警魂            | 警魂            |
| NBC    | 春季   | 增強訓練           | 增強訓練           | 黑名單             | 黑名單             | 沉默遊戲        | 沉默遊戲        |
| NBC    | 夏季   | 斯巴達終極團隊挑戰 | 斯巴達終極團隊挑戰 | 斯巴達終極團隊挑戰 | 斯巴達終極團隊挑戰 | 水瓶宮          | 水瓶宮          |
| NBC    | 隨後   | 2016年夏季奧運     | 2016年夏季奧運     | 2016年夏季奧運     | 2016年夏季奧運     | 2016年夏季奧運  | 2016年夏季奧運  |

### 星期五
| 電視網 | 電視網 | 8:00 PM              | 8:30 PM              | 9:00 PM                | 9:30 PM                | 10:00 PM | 10:30 PM |
| ------ | ------ | -------------------- | -------------------- | ---------------------- | ---------------------- | -------- | -------- |
| ABC    | 秋季   | 最後的男人           | 肯醫師煩事多         | 創智贏家               | 創智贏家               | 20/20    | 20/20    |
| ABC    | 春季   | Beyond the Tank      | Beyond the Tank      | 創智贏家               | 創智贏家               | 20/20    | 20/20    |
| ABC    | 夏季   | 創智贏家             | 創智贏家             | 你会怎么做？           | 你会怎么做？           | 20/20    | 20/20    |
| CBS    | 秋季   | 極速前進27           | 極速前進27           | 天堂執法者             | 天堂執法者             | 警察世家 | 警察世家 |
| CBS    | 冬季   | 臥底老闆             | 臥底老闆             | 天堂執法者             | 天堂執法者             | 警察世家 | 警察世家 |
| CBS    | 隨後   | 極速前進28           | 極速前進28           | 天堂執法者             | 天堂執法者             | 警察世家 | 警察世家 |
| CBS    | 夏季   | 重返犯罪現場：洛杉磯 | 重返犯罪現場：洛杉磯 | 天堂執法者             | 天堂執法者             | 警察世家 | 警察世家 |
| The CW | 秋季   | 風中的女王           | 風中的女王           | 全美超級模特兒新秀大賽 | 全美超級模特兒新秀大賽 | 當地節目 | 當地節目 |
| The CW | 冬季   | 吸血鬼日記           | 吸血鬼日記           | 始祖家族               | 始祖家族               | 當地節目 | 當地節目 |
| The CW | 晚春   | 魔幻大師             | 魔幻大師             | 潘恩與泰勒：魔術大比拼 | 潘恩與泰勒：魔術大比拼 | 當地節目 | 當地節目 |
| FOX    | 秋季   | 小小廚神             | 小小廚神             | 世界滑稽糗事           | 世界滑稽糗事           | 當地節目 | 當地節目 |
| FOX    | 冬季   | 小小廚神             | 小小廚神             | 地獄廚房               | 地獄廚房               | 當地節目 | 當地節目 |
| FOX    | 隨後   | 沉睡谷               | 沉睡谷               | 重生使者               | 重生使者               | 當地節目 | 當地節目 |
| FOX    | 春季   | 地獄廚房             | 地獄廚房             | 地獄廚房               | 地獄廚房               | 當地節目 | 當地節目 |
| FOX    | 隨後   | Fox電影特輯          | Fox電影特輯          | Fox電影特輯            | Fox電影特輯            | 當地節目 | 當地節目 |
| FOX    | 夏季   | 重播節目             | 重播節目             | 我要做廚神             | 我要做廚神             | 當地節目 | 當地節目 |
| NBC    | 秋季   | 重播節目             | 重播節目             | 日界線                 | 日界線                 | 日界線   | 日界線   |
| NBC    | 隨後   | 約會殺手             | 實話實說             | 格林                   | 格林                   | 日界線   | 日界線   |
| NBC    | 冬季   | 約會殺手             | 重播節目             | 格林                   | 格林                   | 日界線   | 日界線   |
| NBC    | 隨後   | 奇聞妙事全記錄       | 奇聞妙事全記錄       | 格林                   | 格林                   | 日界線   | 日界線   |
| NBC    | 夏季   | 美國達人             | 美國達人             | 美國達人               | 美國達人               | 日界線   | 日界線   |

### 星期六
| 電視網 | 電視網 | 8:00 PM         | 8:30 PM                  | 9:00 PM                  | 9:30 PM                  | 10:00 PM                 | 10:30 PM                 |
| ------ | ------ | --------------- | ------------------------ | ------------------------ | ------------------------ | ------------------------ | ------------------------ |
| ABC    | 秋季   | 週六橄欖球之夜  | 週六橄欖球之夜           | 週六橄欖球之夜           | 週六橄欖球之夜           | 週六橄欖球之夜           | 週六橄欖球之夜           |
| ABC    | 隨後   | 重播節目        | 重播節目                 | 重播節目                 | 重播節目                 | 重播節目                 | 重播節目                 |
| ABC    | 隨後   | ABC週六電影夜   |                          |                          |                          |                          |                          |
| ABC    | 冬季   | NBA Countdown   | NBA週六賽黃金時段 on ABC | NBA週六賽黃金時段 on ABC | NBA週六賽黃金時段 on ABC | NBA週六賽黃金時段 on ABC | NBA週六賽黃金時段 on ABC |
| ABC    | 春季   | 重播節目        | 重播節目                 | 重播節目                 | 重播節目                 | 重播節目                 | 重播節目                 |
| ABC    | 春季   | ABC週六電影夜   |                          |                          |                          |                          |                          |
| ABC    | 夏季   | 人物雜誌名單    | 人物雜誌名單             | 在這瞬間                 | 在這瞬間                 | 在這瞬間                 | 在這瞬間                 |
| ABC    | 隨後   | 重播節目        | 重播節目                 | 重播節目                 | 重播節目                 | 波士頓EMS                |                          |
| CBS    | 秋季   | 週六犯罪檔      | 週六犯罪檔               | 週六犯罪檔               | 週六犯罪檔               | 48小时                   | 48小时                   |
| CBS    | 夏季   | 地獄天使        | 地獄天使                 | 尖峰時刻                 | 尖峰時刻                 | 48小时                   | 48小时                   |
| FOX    | 秋季   | FOX橄欖球學院戰 | FOX橄欖球學院戰          | FOX橄欖球學院戰          | FOX橄欖球學院戰          | FOX橄欖球學院戰          | FOX橄欖球學院戰          |
| FOX    | 冬季   | 重播節目        | 重播節目                 | 重播節目                 | 重播節目                 | 當地節目                 | 當地節目                 |
| FOX    | 夏季   | 美國棒球夜      | 美國棒球夜               | 美國棒球夜               | 美國棒球夜               | 當地節目                 | 當地節目                 |
| NBC    | 秋季   | 日界線          | 日界線                   | 日界線                   | 日界線                   | 周六夜現場之復古風       | 周六夜現場之復古風       |
| NBC    | 春季   | 重播節目        | 重播節目                 | 重播節目                 | 重播節目                 | 重播節目                 | 重播節目                 |
| NBC    | 春季   | NHL on NBC      |                          |                          |                          |                          |                          |
| NBC    | 晚夏   | 重播節目        | 重播節目                 | 重播節目                 | 重播節目                 | 水瓶宮                   | 水瓶宮                   |

## 以電視網分類

### ABC
| 回歸節目 - 20/20 - 500問答 - 卡特探員 - 神盾局特工 - 美國家庭滑稽錄像 - 美式懸罪 - 鑽石求千金 - 鑽石求千金之天堂版 - 千金求鑽石 - 機械人決戰 - Beyond the Tank - 黑人當道 - 波士頓EMS - 靈書妙探 - 豪門問一番 - 與星共舞 - 菜鳥新移民 - 遊俠笑傳 - 金色年代 - 聖誕裝飾大戰 - 實習醫生 - 逍遙法外 - 在這瞬間 - 最後的男人 - 左右不逢源 - 猎艳情人 - 摩登家庭 - 音樂之鄉 - 童話鎮 - 醜聞 - 創智贏家 - 說實話 | 新節目 - $100,000金字塔 - 石油世家 - 致命誘惑 - 肯醫師煩事多 - 陌生血親 - 佳節烘培秀 - 精選輯 - 配對遊戲 - 布偶總動員 - 飲食爭霸戰 - 王與先知 - 人物雜誌名單 - 諜網 - 不完美家庭 - 叔叔當家 - 墮落都市 | 2014–15季度不再回歸節目 - 太空人之妻俱乐部 - 名人換妻 - 笑看人生 - 超級減重 - 不死法醫 - 愛在曼哈頓 - 亡者再臨 - 復仇 - 菜鳥警察 - 自拍 - 尋味之星 - 外星密語 |

### CBS
| 回歸節目 - 破產姐妹 - 48小时 - 60分鐘 - 極速前進 - 生活大爆炸 - 老大哥 - 警察世家 - 犯罪心理 - CSI犯罪現場 - CSI犯罪現場：網路犯罪 - 基本演繹法 - 「法」妻 - 天堂執法者 - 國務卿女士 - 邁克和茉莉 - 極品老媽 - 重返犯罪現場 - 重返犯罪現場：洛杉磯 - 重返犯罪現場：新奧爾良 - 單身公寓 - 疑犯追蹤 - 天蠍 - 倖存者 - 週四橄欖球之夜 - 臥底老闆 - 困獸之地 | 新節目 - 美國哥德式 - 地獄天使 - 吃腦外星人 - 黑色代碼 - 犯罪心理：跨國救援 - 生活點滴 - 藥命效應 - 尖峰時刻 - 女超人 | 2014–15季度不再回歸節目 - 錯配搭檔 - 財政公事包 - 傳世 - 麥卡錫一家 - 心計 - 米勒一家人 - 跟蹤者 - 好漢兩個半 - 穹頂之下 |

### The CW
| 回歸節目 - 地球百子 - 全美超級模特兒新秀大賽 - 綠箭俠 - 俠膽雄獅 - 閃電俠 - 我是殭屍 - 貞愛好孕到 - MADtv（轉從FOX） - 魔幻大師 - 始祖家族 - 潘恩與泰勒：魔術大比拼 - 風中的女王 - 邪惡力量 - 吸血鬼日記 - 對台詞 | 新節目 - 隔離危城 - 瘋狂前女友 - 明日傳奇 | 2014–15季度不再回歸節目 - 南國醫戀 - 信使者 - 老媽的花樣年華 - 邪惡邀請 |

### Fox
| 回歸節目 - 美國偶像 - 開心漢堡店 - 識骨尋蹤 - 荒唐分局 - 嘻哈帝國 - FOX橄欖球學院戰 - 蓋酷家庭 - 高譚 - 地獄廚房 - 改裝送新居 - 最後一個男人 - 我要做廚神 - 小小廚神 - 俏妞報到 - 辛普森一家 - 沉睡谷 - 舞林爭霸 - 陰松林 - 世界滑稽糗事 - X檔案 | 新節目 - 美國勇士 - 边境城镇 - 庫柏的生存指南 - 成双成对 - 型男阿公 - 律師兄弟 - 胡迪尼與道爾 - 路西法 - 關鍵報告 - 羅斯伍德 - 尖叫女王 - 重生使者 | 2014–15季度不再回歸節目 - 你比五年級生聰明嗎？ - 流氓幹探 - 靶眼 - 殺手之王 - 歡樂合唱團 - 食人魔戈蘭 - 敲敲直播秀 - 明迪煩事多（轉往Hulu） - 慕蘭尼的人生 - 童病相連 - 烏托邦 - 有你不再孤單 |

### NBC
| 回歸節目 - 美國忍者王 - 美國達人 - 飛黃騰達 - 水瓶宮 - 減肥達人 - 黑名單 - 卡米高一家 - 奇聞妙事全記錄 - 芝加哥烈焰 - 芝加哥警署 - 日界線 - 美國橄欖球之夜 - 格林 - 好萊塢遊戲夜 - 我可以做到 - 法律與秩序：特殊受害者 - 蘿拉的秘密 - NBC星期天橄欖球之夜 - 夜班醫生 - 荒野求生全明星 - 約會殺手 - 美國之聲 | 新節目 - 大娛樂家 - 花樣爺爺 - 盲點 - 芝加哥醫情 - 全家擠一塊 - 沉默遊戲 - 心跳 - 英雄重生 - 小小達人秀 - 瑪亞與馬丁 - 搏命玩家 - 警魂 - 斯巴達終極團隊挑戰 - 增強訓練 - 爆笑超市 - 肥皂劇人生 - 實話實說 - 你、我與世界末日 - 身在陪審團（轉往FOX） | 2014–15季度不再回歸節目 - A to Z - 聖經：公元後的故事 - 非關男孩 - 忠誠 - 美國奧德賽 - 壞法官 - 康斯坦汀：驅魔神探 - 料理擂台 - 漢尼拔 - 我可以做到 - 孤島求生 - 搞笑之王 - 嫁給我吧 - 羅賓森先生 - 幸福大家庭 - 為人父母 - 公園與遊憩 - 國務危情 - 歡迎來到瑞典 |

## 續訂與取消

### 訂單變更

#### ABC
- 黑人當道—2015年11月17日宣布追加2集集數至24集。[6]
- 石油世家（英语：Blood and Oil）—2015年10月23日宣布將從預訂的13集縮減為10集。[7]
- 肯醫師煩事多—2015年10月20日宣布預訂全季22集。[8]
- 菜鳥新移民—2015年10月13日宣布預訂全季22集。[9] 2015年11月17日宣布再追加2集集數至24集。[6]
- 金色年代（英语：The Goldbergs (2013 TV series)）—2015年11月17日宣布追加2集集數至24集。[6]
- 左右不逢源—2015年11月17日宣布追加2集集數至24集。[6]
- 布偶總動員（英语：The Muppets (TV series)）—2015年10月30日宣布追加3集至16集。[10]
- 諜網—2015年10月13日宣布預訂全季19集。[11] 2015年11月6日宣布再追加3集至22集。[12]

#### CBS
- 黑色代碼—2015年10月23日宣布追加6集劇本至19集。[13] 2015年11月20日宣布追加5集集數至18集。[14]
- 生活點滴—2015年10月27日宣布預訂全季22集。[15]
- 藥命效應—2015年10月23日宣布預訂全季22集。[16]
- 女超人—2015年11月30日宣布預訂全季20集。[17]

#### The CW
- 我是殭屍—2015年10月5日宣布追加5集劇本至18集。[18] 2015年11月23日宣布增訂6集集數至19集。[19]
- 瘋狂前女友—2015年10月5日宣布追加5集劇本至18集。[18] 2015年11月23日宣布增訂5集集數至18集。[19]

#### Fox
- 型男阿公—2015年10月15日宣布追加6集劇本至19集。[20] 2015年10月28日宣布預訂全季22集。[21]
- 律師兄弟（英语：The Grinder (TV series)）—2015年10月15日宣布追加6集劇本至19集。[20] 2015年10月27日宣布預訂全季22集。[22]
- 關鍵報告—2015年10月9日宣布集數將自13集縮減為10集。[23]
- 羅斯伍德—2015年10月16日宣布預訂全季22集。[24]
- 重生機會（英语：Second Chance (2016 TV series)）—2015年10月29日宣布從原預訂之13集縮減為11集。[25]

#### NBC
- 盲點—2015年10月9日宣布預訂全季22集。[26] 2015年11月3日宣布再追加1集至23集。[27]
- 芝加哥烈焰—2015年11月3日宣布追加1集集數至23集。[27]
- 芝加哥醫情—2015年12月11日，宣布追加5集集數至18集。[28]
- 芝加哥警署—2015年11月3日宣布追加1集集數至23集。[27]
- 法律與秩序：特殊受害者—2015年11月3日宣布追加1集集數至23集。[27]
- 蘿拉的秘密—2015年10月14日宣布追加5集劇本至18集。[29] 2015年11月9日，宣布追加3集集數至16集。[30]
- 搏命玩家—2015年10月23日宣布將從預訂的13集縮減為9集。[31]
- 爆笑超市—2015年10月19日，宣布因檔期安排因素，將從原預訂的13集縮減2集成11集。[32]
- 實話實說（英语：Truth Be Told (2015 TV series)）—2015年10月27日宣布將從預訂的13集縮減為10集。[33]
- 肥皂劇人生—2015年10月19日，宣布因檔期安排因素，將從原預訂的13集縮減2集成11集。[32]

### 續訂

#### ABC
- 20/20—2016年5月17日宣布續訂第38季。[34]
- $100,000金字塔（英语：Pyramid (game show)）—2016年8月4日宣布續訂第2季。[35]
- 神盾局特工—2016年3月3日宣布續訂第4季。[36]
- 美國家庭滑稽錄像—2016年3月3日宣布續訂第27季。[36]
- 美式懸罪—2016年5月12日宣布續訂第3季。[37]
- 鑽石求千金—2016年3月3日宣布續訂第21季。[36]
- 鑽石求千金之天堂版（英语：Bachelor in Paradise (American TV series)）—2016年9月6日宣布續訂第4季。[38]
- 黑人當道—2016年3月3日宣布續訂第3季。[36]
- 致命誘惑—2016年5月12日宣布續訂第2季。[37]
- 豪門問一番（英语：Celebrity Family Feud）—2016年8月4日宣布續訂第4季。[35]
- 與星共舞—2016年3月3日宣布續訂第23季。[36]
- 肯醫師煩事多—2016年5月12日宣布續訂第2季。[37]
- 菜鳥新移民—2016年3月3日宣布續訂第3季。[39]
- 金色年代（英语：The Goldbergs (2013 TV series)）—2016年3月3日宣布續訂第4季。[39]
- 佳節烘培秀（英语：The Great American Baking Show）—2016年8月10日宣布續訂第2季，並將更名為《大美烘培秀》。[40]
- 實習醫生—2016年3月3日宣布續訂第13季。[36]
- 逍遙法外—2016年3月3日宣布續訂第3季。[36]
- 最後的男人—2016年5月13日宣布續訂第6季。[41]
- 配對遊戲—2016年8月4日宣布續訂第2季。[35]
- 左右不逢源—2016年3月3日宣布續訂第8季。[36]
- 摩登家庭—2016年3月3日宣布續訂第8季。[36]
- 童話鎮—2016年3月3日宣布續訂第6季。[39]
- 諜網—2016年3月3日宣布續訂第2季。[39]
- 不完美家庭—2016年5月12日宣布續訂第2季。[37]
- 醜聞—2016年3月3日宣布續訂第6季。[36]
- 創智贏家—2016年3月3日宣布續訂第8季。[36]
- 說實話（英语：To Tell the Truth）—2016年8月4日宣布續訂第2季。[35]

#### CBS
- 破產姐妹—2016年3月25日宣布續訂第6季。[42]
- 48小时（英语：48 Hours (TV program)）—2016年5月18日宣布續訂第29季。[43]
- 60分鐘—2016年5月18日宣布續訂第49季。[43]
- 極速前進—2016年3月25日宣布續訂第29季。[42]
- 生活大爆炸—2014年3月12日宣布續訂第10季。[44]
- 老大哥—2016年8月10日宣布續訂第19季與第20季。[45]
- 警察世家—2016年3月25日宣布續訂第7季。[42]
- 黑色代碼—2016年5月16日宣布續訂第2季。[46]
- 犯罪心理—2016年5月6日宣布續訂第12季。[47]
- 犯罪心理：跨國救援—2016年5月16日宣布續訂第2季。[46]
- 基本演繹法—2016年3月25日宣布續訂第5季。[42]
- 天堂執法者—2016年3月25日宣布續訂第7季。[42]
- 生活點滴—2016年5月11日宣布續訂第2季。[48]
- 國務卿女士—2016年3月25日宣布續訂第3季。[42]
- 極品老媽—2016年3月25日宣布續訂第4季。[42]
- 重返犯罪現場—2016年2月29日宣布續訂第14季與第15季。[49]
- 重返犯罪現場：洛杉磯—2016年3月25日宣布續訂第8季。[42]
- 重返犯罪現場：新奧爾良—2016年3月25日宣布續訂第3季。[42]
- 單身公寓（英语：The Odd Couple (2015 TV series)）—2016年5月16日宣布續訂第3季。[46]
- 天蠍—2016年3月25日宣布續訂第3季。[42]
- 倖存者（英语：Survivor (U.S. TV series)）—2016年3月25日宣布續訂第33季。[42]
- 臥底老闆—2016年5月16日宣布續訂第8季。[46]
- 困獸之地—2016年8月10日宣布續訂第3季。[50]

#### The CW
- 地球百子—2016年3月11日宣布續訂第4季。[51]
- 綠箭俠—2016年3月11日宣布續訂第5季。[51]
- 瘋狂前女友—2016年3月11日宣布續訂第2季。[51]
- 閃電俠—2016年3月11日宣布續訂第3季。[51]
- 我是殭屍—2016年3月11日宣布續訂第3季。[51]
- 貞愛好孕到—2016年3月11日宣布續訂第3季。[51]
- 明日傳奇—2016年3月11日宣布續訂第2季。[51]
- 魔幻大師（英语：Masters of Illusion (TV series)）—2016年10月24日宣布續訂第4季。[52]
- 始祖家族—2016年3月11日宣布續訂第4季。[51]
- 潘恩與泰勒：魔術大比拼（英语：Penn & Teller: Fool Us）—2016年10月24日宣布續訂第4季。[52]
- 風中的女王—2016年3月11日宣布續訂第4季。[51]
- 女超人—2016年5月12日，接手自CBS，並續訂第2季。[53]
- 邪惡力量—2016年3月11日宣布續訂第12季。[51]
- 吸血鬼日記—2016年3月11日宣布續訂第8季。[51]
- 對台詞—2016年10月24日宣布續訂第5季。[52]

#### Fox
- 美國勇士（英语：American Grit）—2016年7月29日宣布續訂第2季。[54]
- 開心漢堡店—2015年10月7日宣布續訂第7季與第8季。[55]
- 識骨尋蹤—2016年2月25日宣布續訂最終季第12季。[56]
- 荒唐分局—2016年3月24日宣布續訂第4季。[57]
- 嘻哈帝國—2016年1月15日宣布續訂第3季。[58]
- 高譚—2016年3月16日宣布續訂第3季。[59]
- 蓋酷家庭—2016年5月4日宣布續訂第15季。[60][61]
- 地獄廚房—2014年12月18日宣布續訂第16季。[62]
- 最後一個男人—2016年3月24日宣布續訂第4季。[57]
- 路西法—2016年4月7日宣布續訂第2季。[63]
- 俏妞報到—2016年4月12日宣布續訂第6季。[64]
- 羅斯伍德—2016年4月7日宣布續訂第2季。[63]
- 尖叫女王—2016年1月15日宣布續訂第2季。[65]
- 辛普森家庭—2015年5月4日宣布續訂第28季。[66]
- 沉睡谷—2016年5月13日宣布續訂第4季。[67]
- 舞林爭霸—2017年1月30日宣布續訂第14季。[68]

#### NBC
- 美國忍者王（英语：American Ninja Warrior）—2016年9月12日宣布續訂第6季。[69]
- 美國達人—2016年8月2日宣布續訂第12季。[70]
- 花樣爺爺（英语：Better Late Than Never (TV series)）—2016年9月22日宣布續訂第2季。[71]
- 黑名單—2015年12月7日宣布續訂第4季。[72]
- 盲點—2015年11月9日宣布續訂第2季。[73]
- 卡米高一家（英语：The Carmichael Show）—2016年5月15日宣布續訂第3季。[74]
- 奇聞妙事全記錄（英语：Caught on Camera with Nick Cannon）—2016年5月15日宣布續訂第3季。[75]
- 芝加哥烈焰—2015年11月9日宣布續訂第5季。[76]
- 芝加哥醫情—2016年2月1日宣布續訂第2季。[77]
- 芝加哥警署—2015年11月9日宣布續訂第4季。[76]
- 美國橄欖球之夜（英语：Football Night in America）—2011年12月14日宣布續訂第11季。[78]
- 格林—2016年4月5日宣布續訂第6季。[79]
- 好萊塢遊戲夜（英语：Hollywood Game Night）—2016年5月15日宣布續訂第4季。[75]
- 法律與秩序：特殊受害者—2016年2月1日宣布續訂第18季。[77]
- 小小達人秀（英语：Little Big Shots）—2016年3月14日宣布續訂第2季。[80]
- NBC星期天橄欖球之夜（英语：NBC Sunday Night Football）—2011年12月14日宣布續訂第11季。[78]
- 夜班醫生—2016年11月17日宣布續訂第4季。[81]
- 警魂（英语：Shades of Blue (TV series)）—2016年2月5日宣布續訂第2季。[82]
- 斯巴達終極團隊挑戰（英语：Spartan: Ultimate Team Challenge）—2017年3月17日宣布續訂第2季。[83]
- 爆笑超市—2016年2月23日宣布續訂第2季。[84]
- 美國之聲—2016年3月25日宣布續訂第11季。[85]

### 取消與完結

#### ABC
- 卡特探員—2016年5月12日宣布取消。[86]
- 石油世家（英语：Blood and Oil）—2016年5月12日宣布取消。[87]
- 靈書妙探—2016年5月12日宣布取消。[88]
- 陌生血親—2016年5月12日宣布取消。[89]
- 遊俠笑傳—2016年5月12日宣布取消。[90]
- 布偶總動員（英语：The Muppets (TV series)）—2016年5月12日宣布取消。[91]
- 音樂之鄉—2016年5月12日宣布取消。[92] 2016年6月9日，宣布轉往CMT與Hulu並獲第5季續訂。[93]
- 王與先知（英语：Of Kings And Prophets）—2016年3月17日，在播出2集後，因收視低迷而宣布取消。[94]
- 叔叔當家（英语：Uncle Buck (2016 TV series)）—2016年7月6日宣布取消。[95]
- 墮落都市（英语：Wicked City (TV series)）—2015年11月13日，在播出3集後，因收視低迷而宣布取消，同時該劇也為本季度首部遭到取消的系列。[96]

#### CBS
- 美國哥德式（英语：American Gothic (2016 TV series)）—2016年10月17日宣布取消。[97]
- 地獄天使（英语：Angel from Hell）—2016年2月8日宣布取消，並自節目表上撤下。[98]
- 吃腦外星人—2016年10月17日宣布取消。[97]
- CSI犯罪現場—2015年5月13日，宣布該劇將在播出2小時完結篇後正式下檔。[99]
- CSI犯罪現場：網路犯罪—2016年5月12日宣布取消。[100]
- 「法」妻—2016年2月7日於廣告中顯示第7季為最終季。[101]
- 藥命效應—2016年5月25日宣布取消。[102]
- 邁克和茉莉—2016年1月12日宣布第6季為最終季。[103]
- 疑犯追蹤—2016年3月16日宣布第5季為最終季。[104]
- 尖峰時刻—2016年5月16日宣布取消。[105]
- 女超人—2016年5月12日宣布取消，並轉往The CW。[53]

#### The CW
- 全美超級模特兒新秀大賽—2015年10月14日，宣布第22季為最終季，並於2015年12月4日正式完結。[106] 2016年2月23日，VH1接手該節目並預訂第23季14集。[107]
- 俠膽雄獅—2015年10月13日宣布第4季為最終季。[108]
- 隔離危城—2016年5月12日，表示該劇為一部“有限劇集”，故不會有第2季。[109]

#### Fox
- 美國偶像—2015年5月11日宣布第15季將為該節目最終季。[110]
- 边境城镇（英语：Bordertown (American TV series)）—2016年5月12日宣布取消。[111]
- 庫柏的生存指南（英语：Cooper Barrett's Guide to Surviving Life）—2016年4月遭FOX自節目表上撤下，於5月12日正式宣布取消。[112]
- 成双成对（英语：Coupled (TV series)）—2016年8月8日宣布取消。[113]
- 一夜成名（英语：Famous (TV series)）—2016年4月26日，宣布因選角問題而暫停製作與拍攝，並延遲推出。[114]
- 型男阿公—2016年5月12日宣布取消。[111]
- 律師兄弟（英语：The Grinder (TV series)）—2016年5月12日宣布取消。[115]
- 胡迪尼與道爾（英语：Houdini & Doyle）—2016年8月2日宣布取消。[116]
- 關鍵報告—2016年5月13日宣布取消。[117]
- 重生使者（英语：Second Chance (2016 TV series)）—2016年5月12日宣布取消。[118]

#### NBC
- 水瓶宮—2016年10月1日宣布取消。[119]
- 大娛樂家（英语：Best Time Ever with Neil Patrick Harris）—2015年12月15日宣布取消。[120]
- 我是教練（英语：Coach (2016 TV series)）—2015年8月31日，儘管先前預訂了13集的集數，但仍宣告取消製作。[121]
- 全家擠一塊（英语：Crowded (TV series)）—2016年5月13日宣布取消。[122]
- 沉默遊戲（英语：Game of Silence (U.S. TV series)）—2016年5月13日宣布取消。[123]
- 心跳（英语：Heartbeat (2016 TV series)）—2016年5月13日宣布取消。[124]
- 英雄重生—2016年1月13日，表示該劇為一部“有限劇集”，故不會有第2季。[125]
- 蘿拉的秘密—2016年5月14日宣布取消。[126]
- 搏命玩家—2015年11月19日宣布取消。[127]
- 肥皂劇人生—2016年5月13日宣布取消。[128]
- 實話實說（英语：Truth Be Told (2015 TV series)）—2015年12月10日宣布取消，並於12月25日完結。[129]
- 約會殺手—2016年5月13日宣布取消。[128]
- 你、我與世界末日（英语：You, Me and the Apocalypse）—2016年3月8日宣布取消。[130]

## 收視率
| 1. NBC星期天橄欖球之夜｜NBC｜7.5 2. 嘻哈帝國｜FOX｜6.6 3. 生活大爆炸｜CBS｜5.8 4. 週四橄欖球之夜｜CBS｜5.7 5. X檔案｜FOX｜4.8 6. 摩登家庭｜ABC｜4.4 7. The OT｜FOX｜4.4 8. 美國橄欖球之夜（Pt. 3）｜NBC｜4.0 9. 實習醫生｜ABC｜3.8 10. 逍遙法外｜ABC｜3.5 11. 醜聞｜ABC｜3.5 12. 美國之聲（週一）｜NBC｜3.5 13. 盲點｜NBC｜3.3 14. 美國之聲（週四）｜NBC｜3.3 15. 重返犯罪現場｜CBS｜3.1 16. 犯罪心理｜CBS｜3.0 17. 金色年代｜ABC｜3.0 18. 鑽石求千金｜ABC｜3.0 19. 美國偶像（周三）｜FOX｜3.0 20. 黑名單｜NBC｜2.8 21. 黑人當道｜ABC｜2.8 22. 天蠍｜CBS｜2.8 23. 芝加哥烈焰｜NBC｜2.8 24. 倖存者｜CBS｜2.8 25. 美國偶像（週四）｜FOX｜2.8 26. 法律與秩序：特殊受害者｜NBC｜2.7 27. 生活點滴｜CBS｜2.7 28. 諜網｜ABC｜2.6 29. 路西法｜FOX｜2.6 30. 芝加哥警署｜NBC｜2.6 31. 左右不逢源｜ABC｜2.6 32. 重返犯罪現場：新奧爾良｜CBS｜2.5 33. 女超人｜CBS｜2.5 34. 芝加哥醫情｜NBC｜2.5 35. 藥命效應｜CBS｜2.4 36. 高譚｜FOX｜2.4 37. 小小達人秀｜NBC｜2.4 38. 警魂｜NBC｜2.3 39. 童話鎮｜ABC｜2.3 40. 破產姐妹｜CBS｜2.3 41. 極品老媽｜CBS｜2.3 42. 神盾局特工｜ABC｜2.2 43. 英雄重生｜NBC｜2.2 44. 閃電俠｜The CW｜2.2 45. 蓋酷家庭｜FOX｜2.2 46. 與星共舞｜ABC｜2.2 47. 重返犯罪現場：洛杉磯｜CBS｜2.1 48. 創智贏家｜ABC｜2.1 49. 邁克和茉莉｜CBS｜2.1 50. 爆笑超市｜NBC｜2.1 51. 辛普森一家｜FOX｜2.1 52. 靈書妙探｜ABC｜2.0 53. 尖叫女王｜FOX｜2.0 54. 警察世家｜CBS｜2.0 55. 黑色代碼｜CBS｜2.0 56. 最後一個男人｜FOX｜1.9 57. 荒唐分局｜FOX｜1.9 58. 俏妞報到｜FOX｜1.9 59. 菜鳥新移民｜ABC｜1.9 60. 布偶總動員｜ABC｜1.9 61. 犯罪心理：跨國救援｜CBS｜1.9 62. 地獄天使｜CBS｜1.9 63. 單身公寓（週四）｜CBS｜1.9 64. 音樂之鄉｜ABC｜1.8 65. 基本演繹法｜CBS｜1.8 66. 天堂執法者｜CBS｜1.8 67. 最後的男人｜ABC｜1.8 68. 小小廚神｜FOX｜1.8 69. 羅斯伍德｜FOX｜1.8 70. 美國橄欖球之夜（Pt. 2）｜NBC｜1.8 71. 60分鐘｜CBS｜1.8 72. 格林｜NBC｜1.7 73. 致命誘惑｜ABC｜1.7 74. 識骨尋蹤｜FOX｜1.7 75. 極速前進｜CBS｜1.7 76. 地獄廚房｜FOX｜1.7 77. 大娛樂家｜NBC｜1.7 78. 美式懸罪｜ABC｜1.6 79. 疑犯追蹤（週二）｜CBS｜1.6 80. 「法」妻｜CBS｜1.6 81. 國務卿女士｜CBS｜1.6 82. 週六橄欖球學院戰｜ABC｜1.6 83. 石油世家｜ABC｜1.5 84. CSI犯罪現場：網路犯罪｜CBS｜1.5 85. 綠箭俠｜The CW｜1.5 86. 肯醫師煩事多｜ABC｜1.5 87. 不完美家庭｜ABC｜1.5 88. 開心漢堡店｜FOX｜1.5 89. 減肥達人｜NBC｜1.5 90. 蘿拉的秘密｜NBC｜1.5 91. 單身公寓（週一）｜CBS｜1.5 92. 陌生血親｜ABC｜1.4 93. 卡特探員｜ABC｜1.4 94. 明日傳奇｜The CW｜1.4 95. 沉睡谷｜FOX｜1.4 96. 搏命玩家｜NBC｜1.4 97. 疑犯追蹤（週一）｜CBS｜1.4 98. 20/20｜ABC｜1.4 99. 臥底老闆｜CBS｜1.4 100. 型男阿公｜FOX｜1.3 101. 佳節烘培秀｜ABC｜1.3 102. 日界線（週五）｜NBC｜1.3 103. 日界線（週日）｜NBC｜1.3 104. 肥皂劇人生｜NBC｜1.3 105. 邪惡力量｜The CW｜1.2 106. 關鍵報告｜FOX｜1.2 107. 律師兄弟｜FOX｜1.2 108. 鑽石求千金（Live）｜ABC｜1.2 109. NBA週六賽黃金時段｜ABC｜1.2 110. 王與先知｜ABC｜1.1 111. 墮落都市｜ABC｜1.1 112. 尖峰時刻｜CBS｜1.1 113. 卡米高一家｜NBC｜1.1 114. 美國家庭滑稽錄像｜ABC｜1.1 115. 好萊塢遊戲夜｜NBC｜1.1 116. 重生使者｜FOX｜1.0 117. 沉默遊戲｜NBC｜1.0 118. 48小时｜CBS｜1.0 119. 全家擠一塊｜NBC｜1.0 120. 心跳｜NBC｜1.0 121. 約會殺手｜NBC｜1.0 122. 庫柏的生存指南｜FOX｜1.0 123. FOX橄欖球學院戰｜FOX｜1.0 124. 吸血鬼日記｜The CW｜0.9 125. 遊俠笑傳｜ABC｜0.9 126. Beyond the Tank（週二）｜ABC｜0.9 127. Beyond the Tank（週五）｜ABC｜0.9 128. 美國勇士｜FOX｜0.9 129. 你、我與世界末日｜NBC｜0.9 130. 日界線週六神秘夜｜NBC｜0.9 131. 地球百子｜The CW｜0.8 132. 我是殭屍｜The CW｜0.8 133. 你会怎么做？｜ABC｜0.8 134. 實話實說｜NBC｜0.8 135. 飲食爭霸戰｜ABC｜0.8 136. 边境城镇｜FOX｜0.8 137. 增強訓練｜NBC｜0.8 138. 貞愛好孕到｜The CW｜0.7 139. 始祖家族｜The CW｜0.7 140. 隔離危城｜The CW｜0.7 141. 20/20（週六）｜ABC｜0.7 142. 世界滑稽糗事｜FOX｜0.7 143. 奇聞妙事全記錄｜NBC｜0.7 144. 全美超級模特兒新秀大賽｜The CW｜0.6 145. 日界線：任務執行｜NBC｜0.6 146. 風中的女王｜The CW｜0.5 147. NBA Countdown｜ABC｜0.5 148. 瘋狂前女友｜The CW｜0.4 - 來源： | 1. NBC星期天橄欖球之夜｜NBC｜21.38 2. 生活大爆炸｜CBS｜20.59 3. 重返犯罪現場｜CBS｜20.54 4. 週四橄欖球之夜｜CBS｜17.12 5. 嘻哈帝國｜FOX｜16.24 6. 重返犯罪現場：新奧爾良｜CBS｜16.16 7. 警察世家｜CBS｜14.55 8. 與星共舞｜ABC｜16.36 9. X檔案｜FOX｜13.60 10. 美國之聲（週一）｜NBC｜13.49 11. 天蠍｜CBS｜13.27 12. 美國之聲（週四）｜NBC｜13.23 13. 小小達人秀｜NBC｜13.05 14. The OT｜FOX｜12.77 15. 犯罪心理｜CBS｜12.76 16. 國務卿女士｜CBS｜12.39 17. 60分鐘｜CBS｜12.32 18. 摩登家庭｜ABC｜12.18 19. 重返犯罪現場：洛杉磯｜CBS｜12.13 20. 天堂執法者｜CBS｜11.69 21. 盲點｜NBC｜11.66 22. 美國橄欖球之夜（Pt. 3）｜NBC｜11.65 23. 芝加哥烈焰｜NBC｜11.61 24. 黑名單｜NBC｜11.58 25. 美國偶像（周三）｜FOX｜11.52 26. 實習醫生｜ABC｜11.50 27. 倖存者｜CBS｜11.20 28. 美國偶像（週四）｜FOX｜11.13 29. 「法」妻｜CBS｜10.85 30. 醜聞｜ABC｜10.83 31. 芝加哥醫情｜NBC｜10.76 32. 生活點滴｜CBS｜10.53 33. 芝加哥警署｜NBC｜10.43 34. 藥命效應｜CBS｜10.28 35. 逍遙法外｜ABC｜10.26 36. 黑色代碼｜CBS｜10.18 37. 女超人｜CBS｜10.03 38. 靈書妙探｜ABC｜9.96 39. 法律與秩序：特殊受害者｜NBC｜9.89 40. 警魂｜NBC｜9.87 41. 極品老媽｜CBS｜9.81 42. 鑽石求千金｜ABC｜9.53 43. 犯罪心理：跨國救援｜CBS｜9.46 44. 疑犯追蹤（週二）｜CBS｜9.18 45. 左右不逢源｜ABC｜9.17 46. 基本演繹法｜CBS｜9.14 47. 地獄天使｜CBS｜9.04 48. 單身公寓（週四）｜CBS｜8.84 49. 蘿拉的秘密｜NBC｜8.78 50. 邁克和茉莉｜CBS｜8.72 51. 金色年代｜ABC｜8.69 52. 最後的男人｜ABC｜8.57 53. CSI犯罪現場：網路犯罪｜CBS｜8.50 54. 黑人當道｜ABC｜8.32 55. 諜網｜ABC｜8.19 56. 破產姐妹｜CBS｜8.14 57. 疑犯追蹤（週一）｜CBS｜7.97 58. 極速前進｜CBS｜7.63 59. 創智贏家｜ABC｜7.61 60. 路西法｜FOX｜7.56 61. 識骨尋蹤｜FOX｜7.38 62. 臥底老闆｜CBS｜7.31 63. 致命誘惑｜ABC｜7.22 64. 爆笑超市｜NBC｜6.59 65. 音樂之鄉｜ABC｜6.53 66. 童話鎮｜ABC｜6.48 67. 高譚｜FOX｜6.46 68. 單身公寓（週一）｜CBS｜6.43 69. 肯醫師煩事多｜ABC｜6.41 70. 英雄重生｜NBC｜6.40 71. 格林｜NBC｜6.28 72. 羅斯伍德｜FOX｜6.20 73. 搏命玩家｜NBC｜6.16 74. 20/20｜ABC｜6.07 75. 日界線（週日）｜NBC｜6.07 76. 美式懸罪｜ABC｜6.03 77. 日界線（週五）｜NBC｜5.92 78. 菜鳥新移民｜ABC｜5.81 79. 神盾局特工｜ABC｜5.78 80. 石油世家｜ABC｜5.74 81. 小小廚神｜FOX｜5.69 82. 尖峰時刻｜CBS｜5.63 83. 48小时｜CBS｜5.59 84. 大娛樂家｜NBC｜5.56 85. 美國家庭滑稽錄像｜ABC｜5.54 86. 閃電俠｜The CW｜5.51 87. 布偶總動員｜ABC｜5.33 88. 心跳｜NBC｜5.30 89. 週六橄欖球學院戰｜ABC｜5.22 90. 美國橄欖球之夜（Pt. 2）｜NBC｜5.20 91. 地獄廚房｜FOX｜5.03 92. 陌生血親｜ABC｜4.89 93. 日界線週六神秘夜｜NBC｜4.89 94. 佳節烘培秀｜ABC｜4.87 95. 卡米高一家｜NBC｜4.87 96. 沉默遊戲｜NBC｜4.87 97. 不完美家庭｜ABC｜4.82 98. 辛普森一家｜FOX｜4.82 99. 沉睡谷｜FOX｜4.82 100. 減肥達人｜NBC｜4.75 101. 尖叫女王｜FOX｜4.72 102. 鑽石求千金（Live）｜ABC｜4.63 103. 蓋酷家庭｜FOX｜4.40 104. 肥皂劇人生｜NBC｜4.40 105. 卡特探員｜ABC｜4.37 106. 王與先知｜ABC｜4.36 107. 最後一個男人｜FOX｜4.30 108. 好萊塢遊戲夜｜NBC｜4.20 109. 日界線：任務執行｜NBC｜4.16 110. Beyond the Tank（週五）｜ABC｜4.11 111. 全家擠一塊｜NBC｜3.99 112. 荒唐分局｜FOX｜3.98 113. 型男阿公｜FOX｜3.80 114. 墮落都市｜ABC｜3.79 115. 綠箭俠｜The CW｜3.76 116. 俏妞報到｜FOX｜3.75 117. 重生使者｜FOX｜3.65 118. 奇聞妙事全記錄｜NBC｜3.60 119. 你、我與世界末日｜NBC｜3.58 120. 明日傳奇｜The CW｜3.55 121. NBA週六賽黃金時段｜ABC｜3.50 122. Beyond the Tank（週二）｜ABC｜3.43 123. 20/20（週六）｜ABC｜3.32 124. 關鍵報告｜FOX｜3.28 125. 約會殺手｜NBC｜3.28 126. 律師兄弟｜FOX｜3.22 127. 遊俠笑傳｜ABC｜3.15 128. 增強訓練｜NBC｜3.06 129. 開心漢堡店｜FOX｜2.99 130. FOX橄欖球學院戰｜FOX｜2.99 131. 邪惡力量｜The CW｜2.81 132. 你会怎么做？｜ABC｜2.67 133. 實話實說｜NBC｜2.57 134. 美國勇士｜FOX｜2.57 135. 飲食爭霸戰｜ABC｜2.50 136. 庫柏的生存指南｜FOX｜2.28 137. 隔離危城｜The CW｜2.19 138. 世界滑稽糗事｜FOX｜2.18 139. 地球百子｜The CW｜2.16 140. 我是殭屍｜The CW｜2.00 141. 吸血鬼日記｜The CW｜1.96 142. 边境城镇｜FOX｜1.87 143. NBA Countdown｜ABC｜1.84 144. 貞愛好孕到｜The CW｜1.63 145. 始祖家族｜The CW｜1.62 146. 全美超級模特兒新秀大賽｜The CW｜1.59 147. 風中的女王｜The CW｜1.47 148. 瘋狂前女友｜The CW｜1.05 - 來源： |